# La Danseuse et le Milliardaire
Pour les articles homonymes, voir Ain't Misbehavin'.
Pour plus de détails, voir Fiche technique et Distribution.
La Danseuse et le Milliardaire (Ain't Misbehavin’) est une comédie musicale américaine réalisée et écrite par Edward Buzzell, sortie en 1955 avec Rory Calhoun.

## Synopsis
Une jeune fille entre dans la haute société quand un vieil homme riche tombe amoureux d'elle.

## Fiche technique
- Titre : La Danseuse et le Milliardaire
- Titre original : Ain’t Misbehavin’
- Réalisation : Edward Buzzell
- Scénario : Edward Buzzell, Robert Carson (en), Devery Freeman et Philip Rapp
- Photographie : Wilfred M. Cline
- Montage : Paul Weatherwax
- Musique : Henry Mancini
- Direction artistique : Alexander Golitzen et Alfred Sweeney
- Costumes : Rosemary Odell
- Producteur : Samuel Marx
- Société de production : Universal International Pictures
- Société de distribution : Universal Pictures
- Genre : Comédie, Film musical
- Durée : 82 minutes
- Pays de production :  États-Unis
- Langue originale : Anglais
- Format : Couleur - 1.85 : 1 - Mono
- Dates de sortie :
  - États-Unis : 1er juillet 1955
  - Belgique : 26 août 1955

## Distribution
- Rory Calhoun
- Piper Laurie
- Jack Carson
- Mamie Van Doren
- Reginald Gardiner
- Barbara Britton
- Dani Crayne
- Carl Post
- Roger Etienne
- Harris Brown
- George Givot
- Peter Mamakos
- Margaret Irving